# Luis Santibáñez
Oscar Luis Santibáñez Díaz (ur. 7 lutego 1936 w Antofagaście  – zm. 5 września 2008 w Santiago) – chilijski trener piłkarski.

## Kariera trenerska
Karierę trenerską Luis Santibáñez rozpoczął w klubie Deportes Antofagasta w 1966. Przełomem w jego karierzy było objęcie drugoligowego Uniónu San Felipe. Z Uniónem awansował do chiilijskiej ekstraklasy w 1970. Rok później zdobył z nim (wówczas beniaminkiem ligi!) mistrzostwo Chile. Najlepszym okresem w jego karierze była praca w stołecznym Uniónie Española w latach 1973-1977. W tym okresie trzykrotnie doprowadził Unión Española do mistrzostwa Chile w 1973, 1975 i 1977. Na arenie międzynarodowej dotarł do finału Copa Libertadores 1975, w którym Unión uległ argentyńskiemu Independiente Avellaneda.
Te sukcesy zaowocowały objęciem funkcji selekcjonera reprezentacji Chile w 1977. W 1979 doprowadził Chile do drugiego miejsca w Copa América. W 1981 awansował z „La Roja” do Mistrzostw Świata w Hiszpanii. Na Mundialu Chile przegrało wszystkie trzy mecze z Austrią (0-1), RFN (1-4) i Algierią (2-3). Po Mundialu pożegnał się z reprezentacją Chile. Podczas pracy z reprezentacją pracował równocześnie w CD O’Higgins i Universidad Católica. W 1983 prowadził Universidad de Chile, po czym wyjechał do Ekwadoru, gdzie objął klub Barcelona SC. Z Barceloną zdobył mistrzostwo Ekwadoru w 1985.
Potem prowadził m.in. Santiago Wanderers, Deportes Temuco, ekwadorskiego LDU Portoviejo czy katarski Al-Arabi, lecz sukcesu z tymi klubami nie odniósł. Z pracą trenerską pożegnał się w CD Fernández Vial w 2005.